# Клейтон (футболист, 1975)
Клейтон Феррейра Крус (порт.-браз. Clayton Ferreira Cruz; 19 июля 1975, Сан-Жуан-ду-Параизу, Бразилия) — бразильский футболист, нападающий. Работал в Бразилии, Португалии и на Кипре.

## Клубная карьера
Он вернулся в Бразилию в возрасте 35 лет, проведя остаток своей карьеры в любительском футболе.

## Достижения
«Порту»
- Чемпион Португалии: 2002/03
- Обладатель Кубка Португалии (3): 1999/00, 2000/01, 2002/03
- Обладатель Суперкубка Португалии: 2001
- Обладатель Кубка УЕФА: 2002/03